# The Phoenix (Mastercastle)
The Phoenix è il primo album in studio del gruppo musicale Mastercastle, pubblicato nell'aprile 2009 dalla casa discografica Lion Music
.

## Il disco
L'album è stato registrato presso il MusicArt studio, ovvero lo studio di registrazione di Pier Gonella, che ha curato personalmente anche il missaggio e la masterizzazione.
I testi non sono dedicati ad un unico argomento. Fra gli altri la canzone “Gredy Blade” è ispirata alla strage del Vajont.

L'edizione giapponese del disco, pubblicata dalla casa discografica Spiritual beast, contiene due bonus track, tra cui la cover del brano Alien nation della band tedesca Scorpions.

Il disco riceve nel complesso critiche molto positive da parte di giornali e webzine specializzate.

Il giornale Rock Hard (periodico) conclude la recensione così: Con un debutto di altissima qualità come questo, dal futuro non possiamo che aspettarci le migliori sorprese. 

Spazio-rock.it commenta: Standing ovation per i MasterCastle che danno alle stampe il miglior disco power dell'anno. 

Fuori dall'Italia la webzine americana DungerDog definische The Phoenix come un disco semplicemente fantastico...un mix perfetto tra voce, chitarre neoclassiche, vivaci arrangiamenti.

## Tracce
1. Words are swords – 3:32
2. Princess of love – 4:24
3. Space – 4:07
4. My Screams – 5:26
5. Lullaby noir – 4:47
6. The Phoenix – 5:17
7. Greedy Blade – 4:03
8. Dawn of promises – 5:44
9. Memories – 3:33
10. Cradle of stone – 4:39

## Formazione
- Giorgia Gueglio: voce
- Pier Gonella: chitarra
- Steve Vawamas: basso
- Alessandro Bissa: batteria